# Maria Teresa Cybo-Malaspina
Maria Teresa Cybo-Malaspina (Novellara, Comtat de Novelllara i Bagnolo 1725 - Reggio, Ducat de Mòdena i Reggio 1790) fou una sobirana italiana, duquessa de Massa i princesa de Carrara (1731-1790) i duquessa consort de Mòdena i Reggio (1780-1790).

## Orígens familiars
Va néixer el 29 de juny de 1725 a la ciutat de Novellara, capital del comtat de Novellara i Bagnolo (encara independent a l'època, però a prop de ser annexado per decret imperial al ducat de Mòdena), sent filla del duc de Massa i princep de Carrara Alderà I Cybo-Malaspina i Ricarda Gonzaga-Novellara. Ricarda era germana de Felip Alfons Gonzaga (1700–1728), darrer comte de Novellara, que va morir sense fills a Massa el 1728, però no el va poder succeir a causa de la llei sàlica que excloïa les dones de la successió.

## Ascens al poder

Escut d'armes de la Casa de Cybo-Malaspina.

La llei sàlica no s'aplicava al ducat de Massa i Carrara en virtut del decret de l'emperador Carles V de 1529 amb el qual la marquesa Ricarda Malaspina (1497–1553), avantpassat de Maria Teresa, havia obtingut la investidura dels dos feus per ella mateixa (suo jure) i després, per ordre de primogenitura, per als seus descendents masculins o, en la seva absència, també per a la descendència femenina. En conseqüència, l'any 1731, a la mort del seu pare, com la filla gran sense germans masculins, esdevingué, amb només sis anys, sobirana dels dos petits estats sota la regència de la seva mare, i, com a tal, també una bona parella per al matrimoni.

## Núpcies i descendents
Un dels candidats a un futur matrimoni era el comte de Soissons, Eugeni Joan Francisco de Savoia (1714–1734), besnebot i únic hereu del príncep Eugeni de Savoia, que aspirava a establir per ell un segon estat de Savoia a la Itàlia central, d'acord amb l'emperador Carles VI i el rei Carles Manuel III de Sardenya. Les capitulacions matrimonials es van signar a Viena el 1732, però el matrimoni no es va poder celebrar a causa de la mort prematura del jove comte el 1734.
La nova elecció va recaure en l'hereu del ducat de Mòdena, Hèrcules Reinaldo (el futur Hèrcules III d'Este), fill de Francesc III d'Este i Carlota d'Orleans, que era dos anys més jove que la seva promesa.
Les capitulacions matrimonials es van signar a Massa l'any 1738 i amb elles Ricarda Gonzaga va recuperar el govern exclusiu per vida del seu ancestral comtat de Novellara, sense perjudici dels drets sobirans de la família Este. El matrimoni, però, es va haver d'ajornar uns anys perquè el jove Este arribés almenys al llindar dels catorze anys, i finalment es va celebrar "per poders" a Massa el 16 d'abril de 1741.
D'aquesta unió nasqueren:
- Maria Beatriu d'Este (1750-1829), casada el 1771 amb Ferran d'Austria, iniciador amb ella de la nova dinastia d'Àustria-Este.
- Reinaldo d'Este (1753)

Maria Teresa pel seu enllaç va posar les bases per a la futura incorporació dels seus dominis al Ducat de Mòdena, però durant el seu matrimoni no fou feliç i hagué de soportar la intolerància i les infidelitats del seu espòs. Es va separar d'ell al voltant del moment del naixement del seu únic fill el 1754 i al final de la seva vida es retirà a Reggio, la segona capital dels ducats d'Este, on morí el 25 de desembre de 1790.